# Notodonta angustipennis
Notodonta angustipennis is een vlinder uit de familie tandvlinders (Notodontidae). De wetenschappelijke naam van deze soort is voor het eerst geldig gepubliceerd in 1881 door Mabille.
De soort komt voor in tropisch Afrika.